# Dangol-Boré
Pour les articles homonymes, voir Boré.
Dangol-Boré est une commune rurale du Mali, chef-lieu d'arrondissement et de cercle dans la région de Douentza. Elle a pour chef-lieu la localité de Boré.

## Histoire
Le village de Boré est fondé vers le XVe siècle par chasseur Bambara venu de la zone de Ségou du nom de falen soly Boré. Ses descendants (les descendants de ses enfants) sont yétoumara, Ngamana dans l'actuel faléna de Boré à falembougou à Manko.

## Villages
La commune s'étend sur 35 localités relevées lors du recensement général de 2009.
Les villages les plus peuplés sont :
- Boré (3 164 habitants) ;
- Mounkeye (1 331 habitants) ;
- Ibissa (1 307 habitants).